# Región de Goricia
La Región de Goricia (en esloveno Goriška regija) es una de las doce regiones estadísticas en las que se subdivide Eslovenia. Tiene una superficie de 2325  km² y  en diciembre de 2005 contaba con una población de 119.628 habitantes.
Se compone de los siguientes municipios:
- Ajdovščina
- Bovec
- Brda
- Cerkno
- Idrija
- Kanal ob Soči
- Kobarid
- Miren-Kostanjevica
- Nova Gorica
- Šempeter-Vrtojba
- Tolmin
- Vipava